# Kazimierz Barancewicz
Kazimierz Barancewicz herbu Junosza (ur. 15 lipca 1880 w Stanisławowie, zm. 24 czerwca 1939 we Lwowie) – podpułkownik saperów inżynier Wojska Polskiego, urzędnik II Rzeczypospolitej, działacz społeczny.

## Życiorys
Kazimierz Barancewicz urodził się 15 lipca 1880 w Stanisławowie jako syn Antoniego herbu Junosza (1837–1918, pochodzącego z Wilna inżyniera, oficera armii carskiej, który w 1863 przystąpił do powstańców styczniowych, osiadłego w Stanisławowie gdzie był inżynierem Wydziału Krajowego przez 40 lat oraz założycielem i prezesem Polskiego Towarzystwa Gimnastycznego „Sokół”) i Pelagii z domu Deskur herbu Góra Złotoskalista (1850–1917). Jego prapradziadkiem ze strony matki był pułkownik Jan Jerzy Deskur (zm. 1816). Jego rodzeństwem byli Stefania, Jan i Helena (1881–1958, po mężu Wiśniewska).
Był uczniem C. K. Gimnazjum im. Franciszka Józefa we Lwowie, które ukończył w 1901 (w jego klasie był m.in. Roman Hausner). Ukończył studia z tytułem inżyniera.
Został wojskowym c. i k. armii. Został awansowany na stopień kadeta rezerwy z dniem 1 stycznia 1903. Od tego czasu był żołnierzem rezerwy 31 pułku artylerii dywizyjnej w Stanisławowie. Został awansowany na stopień podporucznika rezerwy w korpusie oficerów artylerii polowej i górskiej z dniem 1 stycznia 1908. Od tego czasu do ok. 1911 pozostawał oficerem rezerwy w stanisławowskiej jednostce, w 1908 przemianowanej na 31 pułk armat polowych. Od ok. 1912 był podporucznikiem 20 pułku piechoty Obrony Krajowej ze Stanisławowa, najpierw w grupie wojskowych nieaktywnych, a ok. 1913 w grupie żołnierzy rezerwy.
Po wybuchu I wojny światowej jako podporucznik w grudniu 1914 został mianowany na stopień porucznika pospolitego ruszenia na czas wojny z dniem 1 listopada 1914. Jako porucznik w komendzie powiatowej Jędrzejowie pod koniec 1916 otrzymał od cesarza Franciszka Józefa najwyższe pochwalne uznanie za wyśmienitą służbę w szczególnym użyciu. W czerwcu 1918 jako kapitan z tytułem i charakterem pospolitego ruszenia został mianowany kapitanem na czas wojny.
Po zakończeniu wojny został przyjęty do Wojska Polskiego. 30 stycznia 1921 został zatwierdzony z dniem 1 kwietnia 1920 w stopniu podpułkownika, w budownictwie wojskowym, w grupie oficerów byłej armii austro-węgierskiej. 1 czerwca 1921 pełnił służbę w Obozie Warownym „Przemyśl” na stanowisku szefa Zarządu Budowlano-Kwaterunkowego, a jego oddziałem macierzystym był wówczas 6 pułk saperów. Przyczynił się do budowy popiersia Naczelnika Józefa Piłsudskiego w Przemyślu, odsłoniętego 7 sierpnia 1921. Wiosną 1922 został przeniesiony do rezerwy. W rezerwie został zweryfikowany w stopniu podpułkownika ze starszeństwem z dniem 1 czerwca 1919 w korpusie oficerów inżynierii i saperów. W latach 1923–1924 pozostawał oficerem rezerwy 6 pułku saperów w Przemyślu. W 1934 jako podpułkownik inżynier rezerwy pospolitego ruszenia był w oficerskiej kadrze okręgowej nr X jako oficer przewidziany do użycia w czasie wojny i był wówczas przydzielony do Powiatowej Komendy Uzupełnień Sanok.

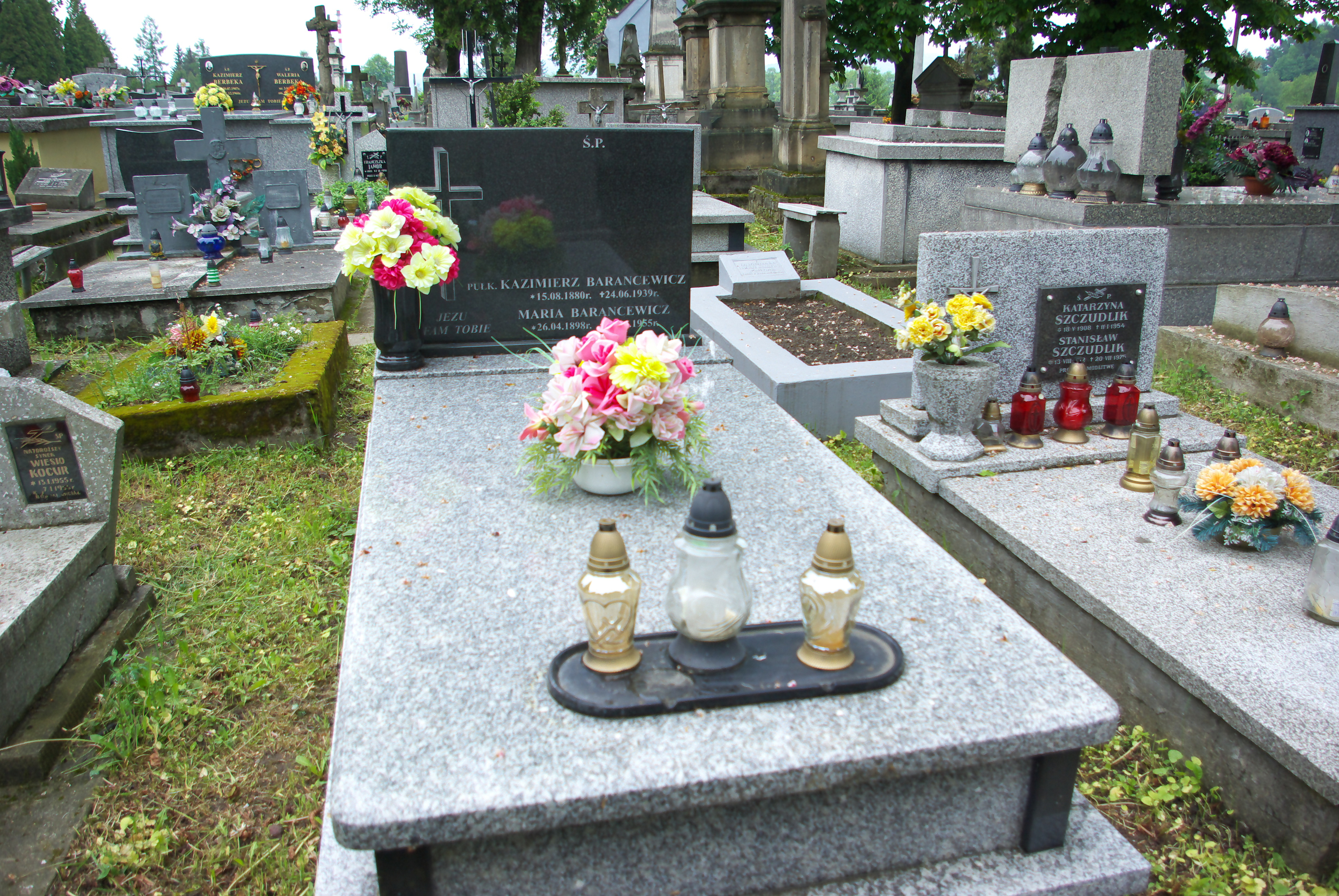
Grobowiec rodziny Barancewiczów w Sanoku

W latach 20. wstąpił do służby cywilnej II Rzeczypospolitej. W 1925 jako urzędnik VIII st. sł. został przeniesiony z Okręgowej Dyrekcji Robót Publicznych we Lwowie do Tymczasowego Wydziału Samorządowego we Lwowie. Od 1922 był członkiem zwyczajnym Towarzystwa Politechnicznego we Lwowie, a 26 kwietnia 1923 został wybrany członkiem wydziału Oddziału PTP w Przemyślu. Pod koniec lat 20. przebywał nadal w Przemyślu. Na przełomie lat 20. i 30. w charakterze referendarza pełnił funkcję kierownika Powiatowego Zarządu Drogowego (PZD) w Sanoku. Był członkiem Polskiego Towarzystwa Tatrzańskiego, w latach 30. zasiadał w zarządzie Oddziału PTT w Sanoku. Do 1939 był członkiem sanockiego gniazda Polskiego Towarzystwa Gimnastycznego „Sokół”. 
Zmarł 24 czerwca 1939 we Lwowie, a jego grobowiec znajduje się na cmentarzu przy ul. Rymanowskiej w Sanoku. Jego żoną była Maria z domu Grzesikowska (1898–1955, nauczycielka języka rosyjskiego). Ich dziećmi byli Pelagia (1919–1986, po mężu Sabramowicz), Krystyna (1922–1952, po mężu Zamorska) i Aleksander (ur. 29 lipca 1920 w Przemyślu, absolwent Państwowego Gimnazjum im. Królowej Zofii w Sanoku z 1938). Pod koniec lat 30. rodzina Barancewiczów mieszkała w Sanoku przy ulicy Cichej 8.